# Liste des bourgmestres de Schaerbeek

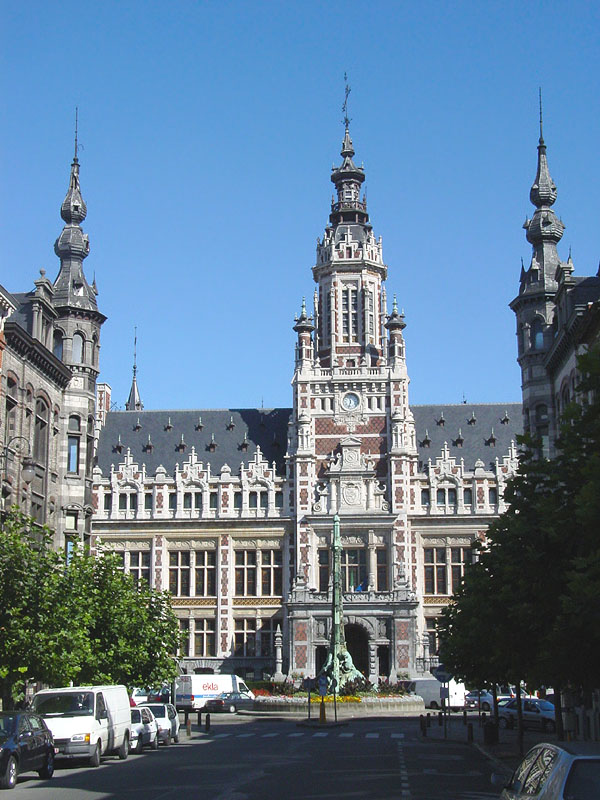
L'hôtel communal

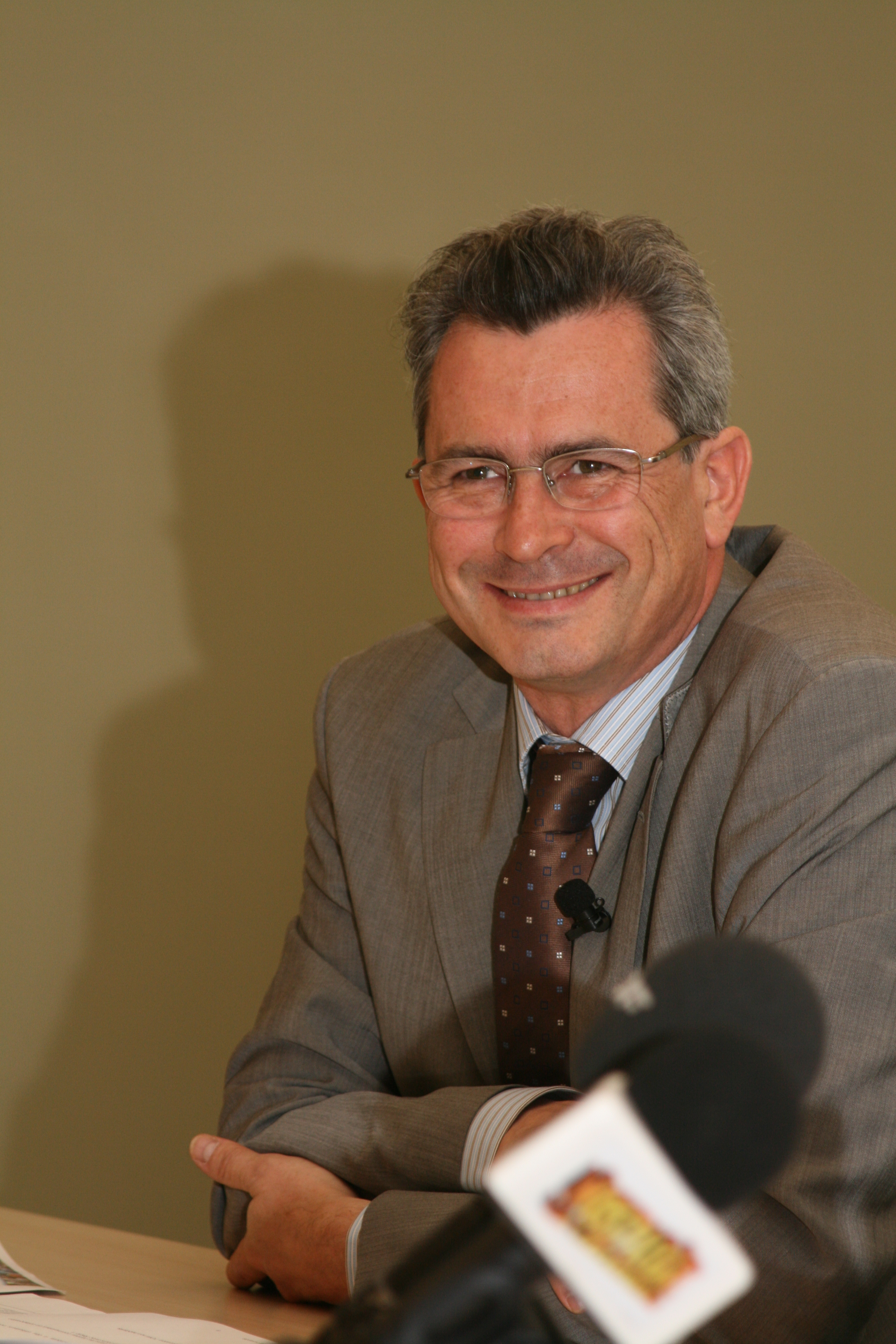
Bernard Clerfayt

L'histoire des bourgmestres de Schaerbeek commence avec André Goosens, premier maire sous le régime français.
- 1800-1807 : André Goossens (1772-1807)
- 1807-1808 : Jean Massaux (1773-1830)
- 1808-1823 : Charles Van Bellinghem de Branteghem (1765-1846)
- 1824-1829 : Joseph-Jean-Marie de Quertenmont (1764-?)
- 1829-1835 : Jean-François Herman (1783-1835)
- 1835-1844 : Zénon Charliers d'Odomont (1783-1844)
- 1844-1852 : Charles Van Hove (1787-1854)
- 1852-1860 : Guillaume Geefs (1805-1883)
- 1861-1864 : Victor Gendebien (1820-1896)
- 1864-1873 : Eugène Dailly (1814-1873)
- 1873-1878 : Guillaume Kennis (1839-1908)
- 1879-1891 : Achille Colignon (1813-1891)
- 1891-1895 : Ernest Laude (1829-1895)
- 1896-1903 : Guillaume Kennis (1839-1908)
- 1903-1909 : Achille Huart Hamoir (1841-1913)
- 1909-1921 : Auguste Reyers (1843-1924)
- 1921-1927 : Raymond Foucart (1872-1941)
- 1927-1938 : Jean-Baptiste Meiser (1857-1940)
- 1938-1940 : Fernand Blum (1885-1963)
- 1940-1947 : Arthur Dejase (1876-1970)
- 1947-1963 : Fernand Blum (1885-1963)
- 1963-1970 : Gaston Williot (1905-1990)
- 1970-1989 : Roger Nols (1922-2004)
- 1989-1992 : Léon Weustenraad (1925-1993)
- 1992-2000 : Francis Duriau (1934-2016)
- 2001-2024 : Bernard Clerfayt (né en 1961)
  - 2024 : Bernard Clerfayt perd son mayorat automatiquement en prêtant serment comme député régional de la RBC . En effet, il savait qu'il allait perdre les élections communales et souhaitaient garder un mandat à tout prix plutôt que de montrer aux citoyens qu'il y croyait lui-même, une des raisons de sa chute vertigineuse (en passant de 17 sièges en 2018 à 6 en 2024...)
  - 2019-2024: Cécile Jodogne (née en 1964) bourgmestre faisant faisant fonction remplaçant Bernard Clerfayt
  - 2024-2025 : Frédéric Nimal (né en 1977), bourgmestre faisant fonction / "ad-interim" lorsque Bernard Clerfayt perd son titre de Bourgmestre en titre (première fois dans toute l'histoire de la commune) après avoir voulu prioriser son mandat de député régional en RBC.
- 2025-janvier 2028 : Audrey Henry
  - Audrey Henry est devenue bourgmestre suite à un accord politique entre son parti, le MR, et le PS du 20 mars 2025. Cet accord, négocié au niveau des instances des deux partis, prévoit qu'Audrey Henry occupera le poste de bourgmestre pour les trois premières années de la législature, tandis que Hasan Koyuncu du PS prendra la relève pour les trois années suivantes. Cet arrangement a permis de surmonter les tensions post-électorales et de former une majorité stable au conseil communal, incluant également Ecolo-Groen et la Liste du Bourgmestre Bernard Clerfayt, afin de répondre aux défis de la commune.

## Bustes de l'hôtel communal de Schaerbeek

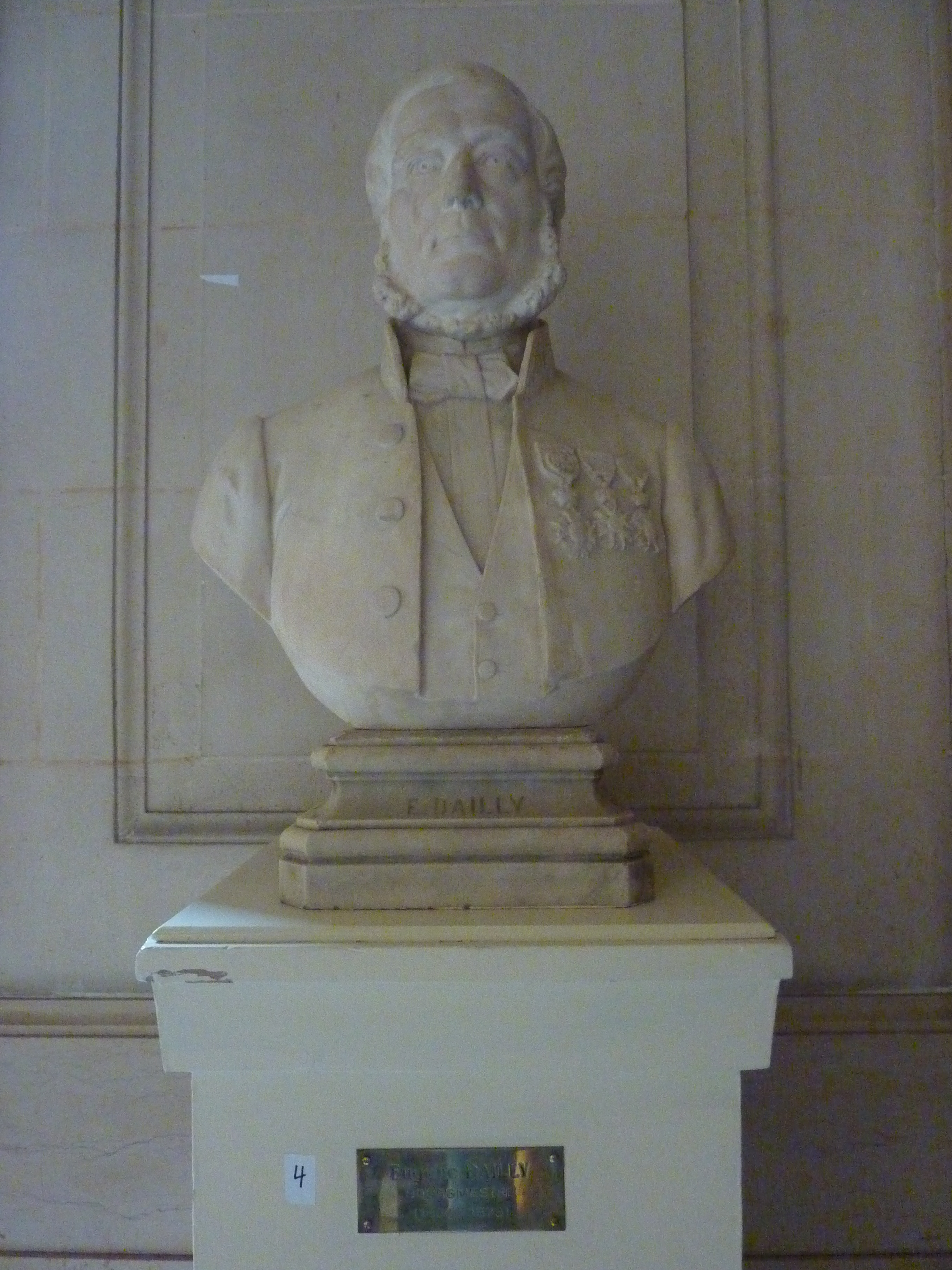
Eugène Dailly
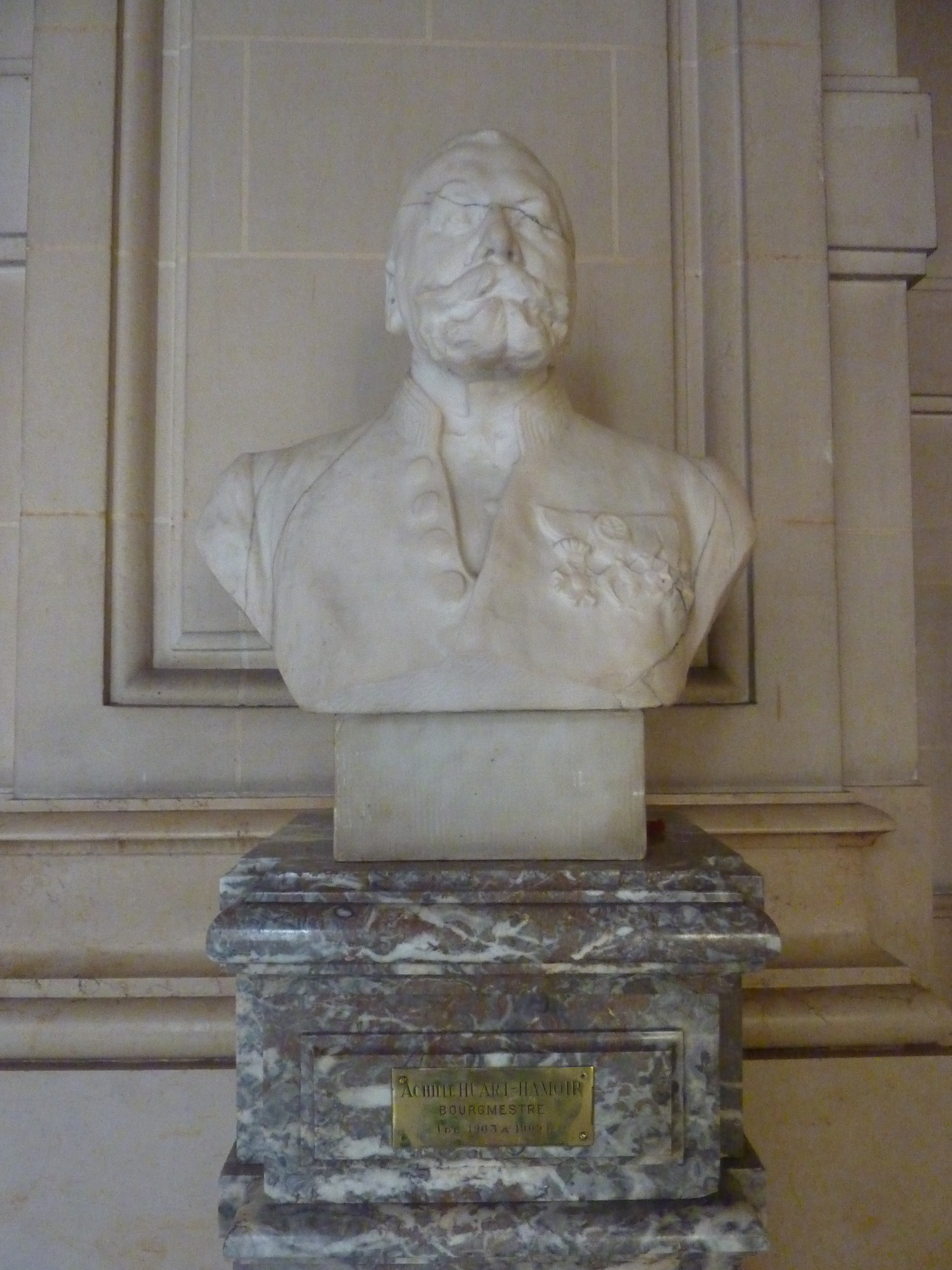
Achille Huart Hamoir
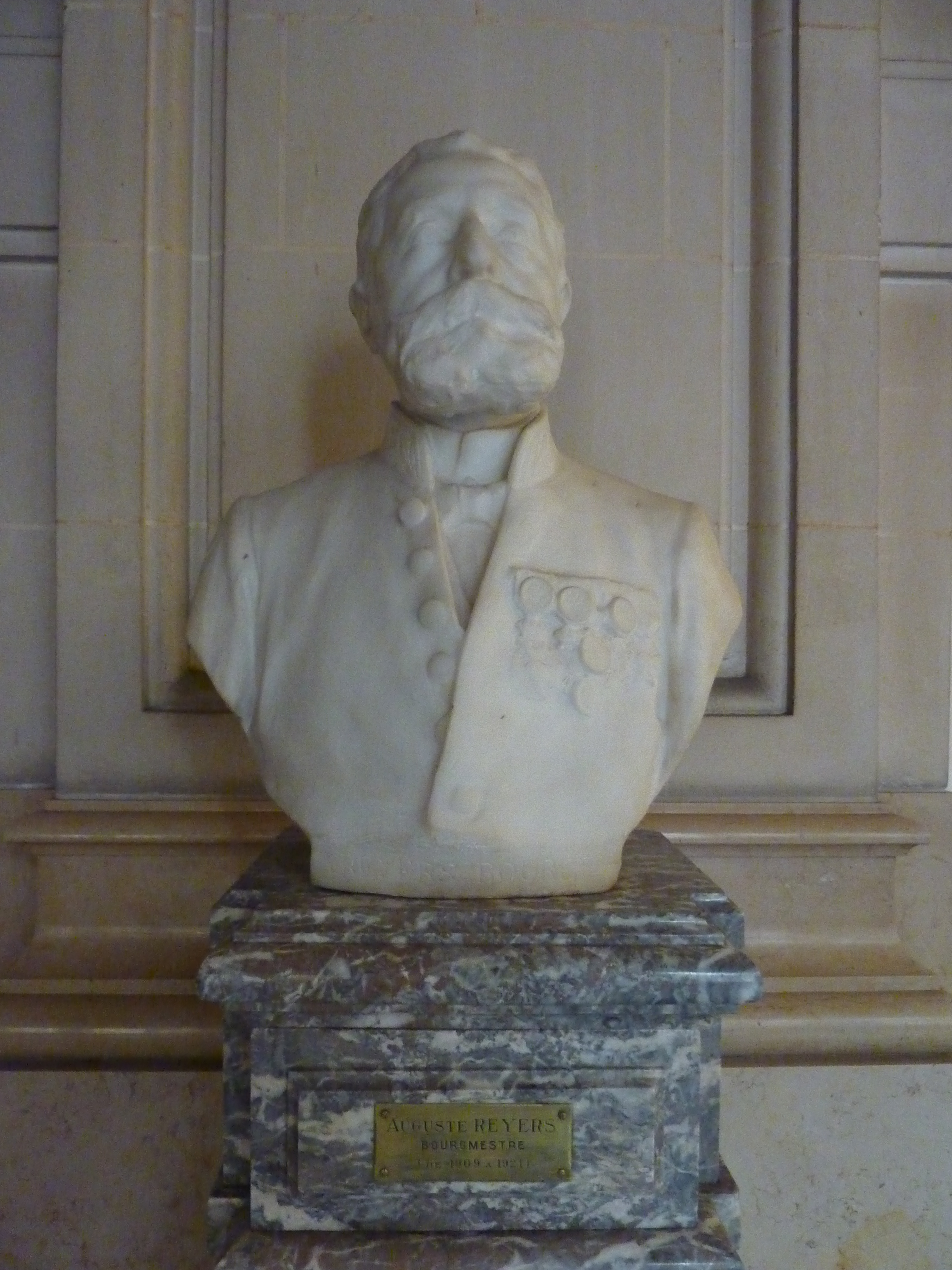
Auguste Reyers
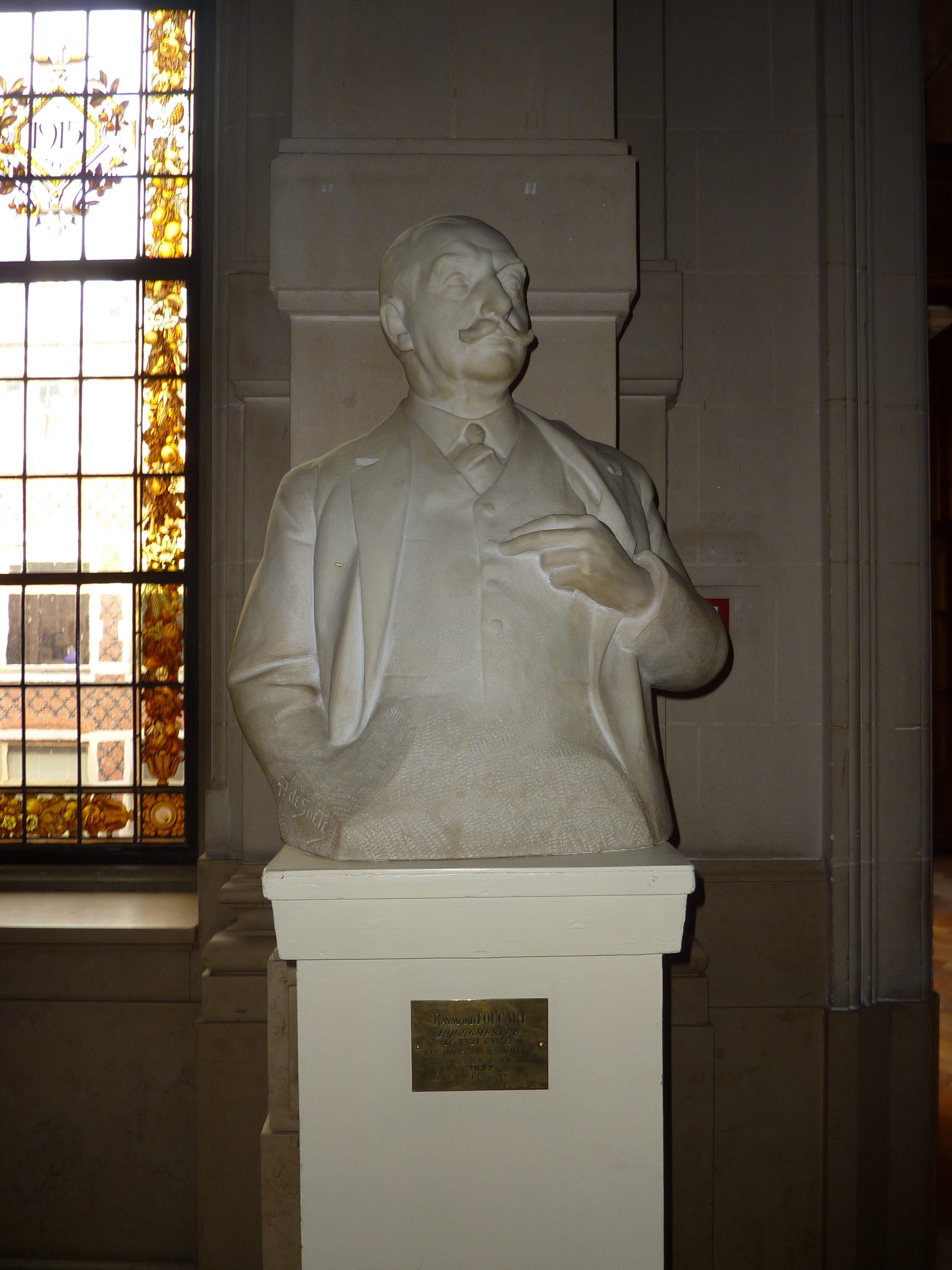
Raymond Foucart
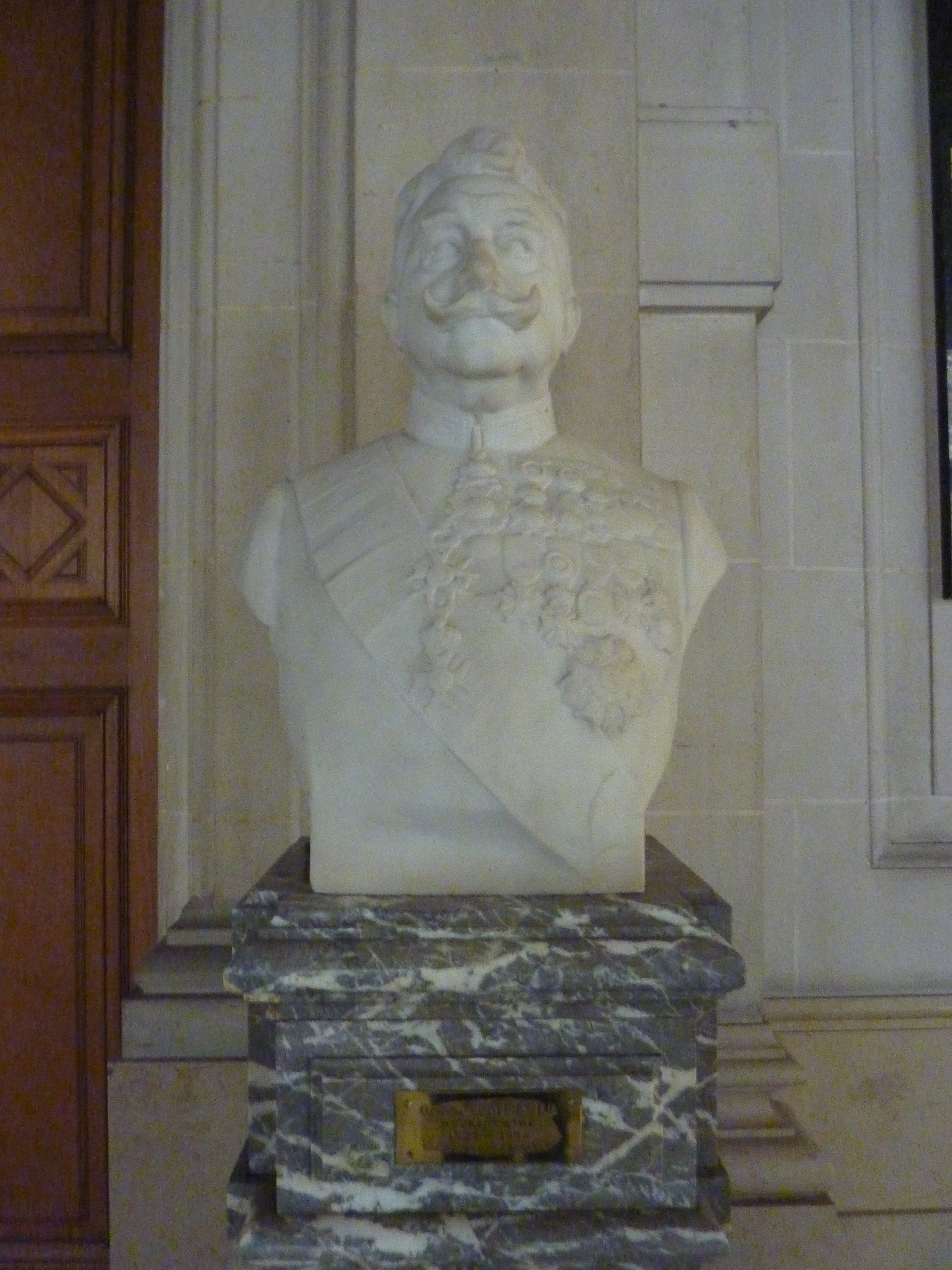
Jean-Baptiste Meiser
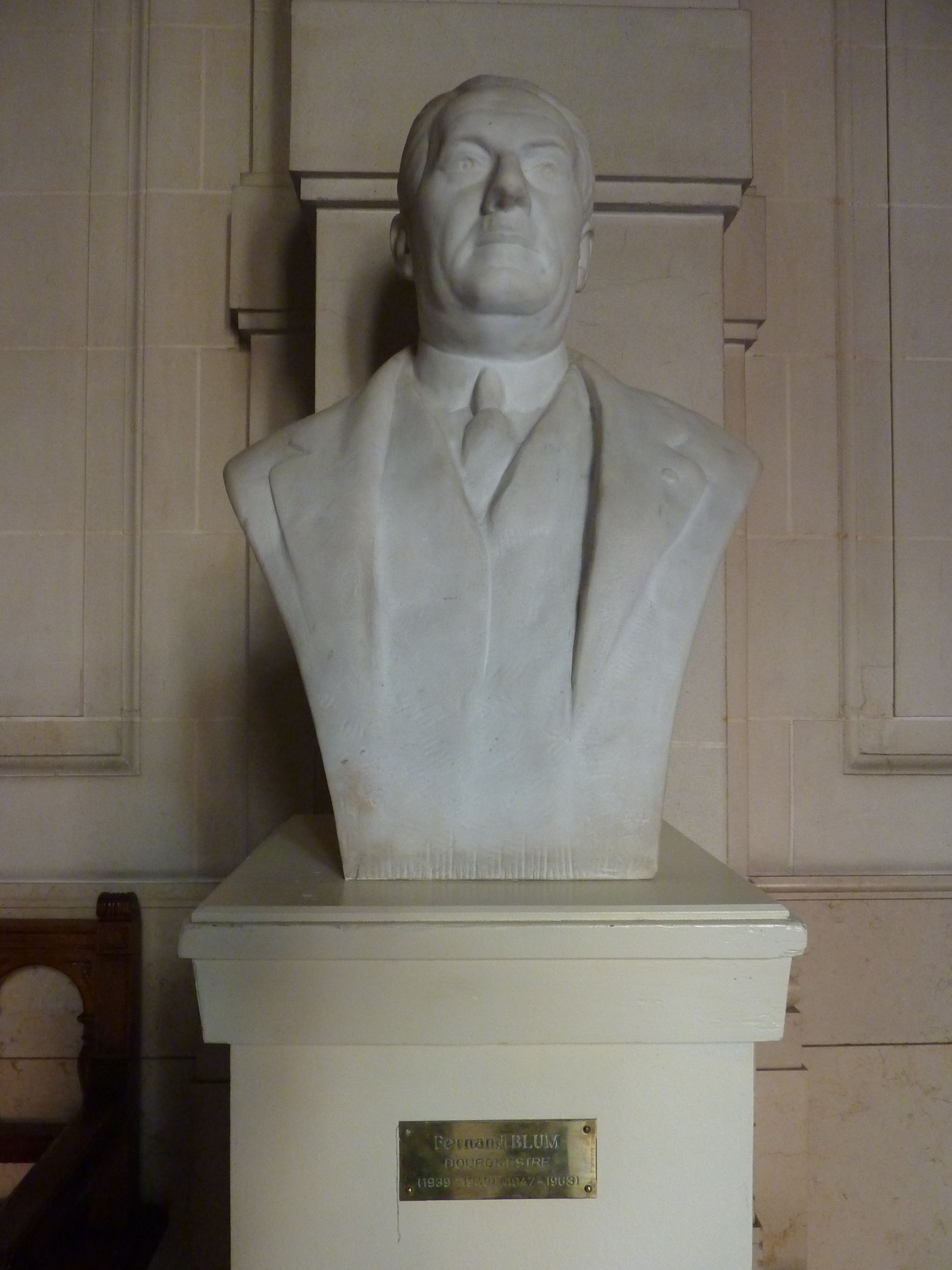
Fernand Blum
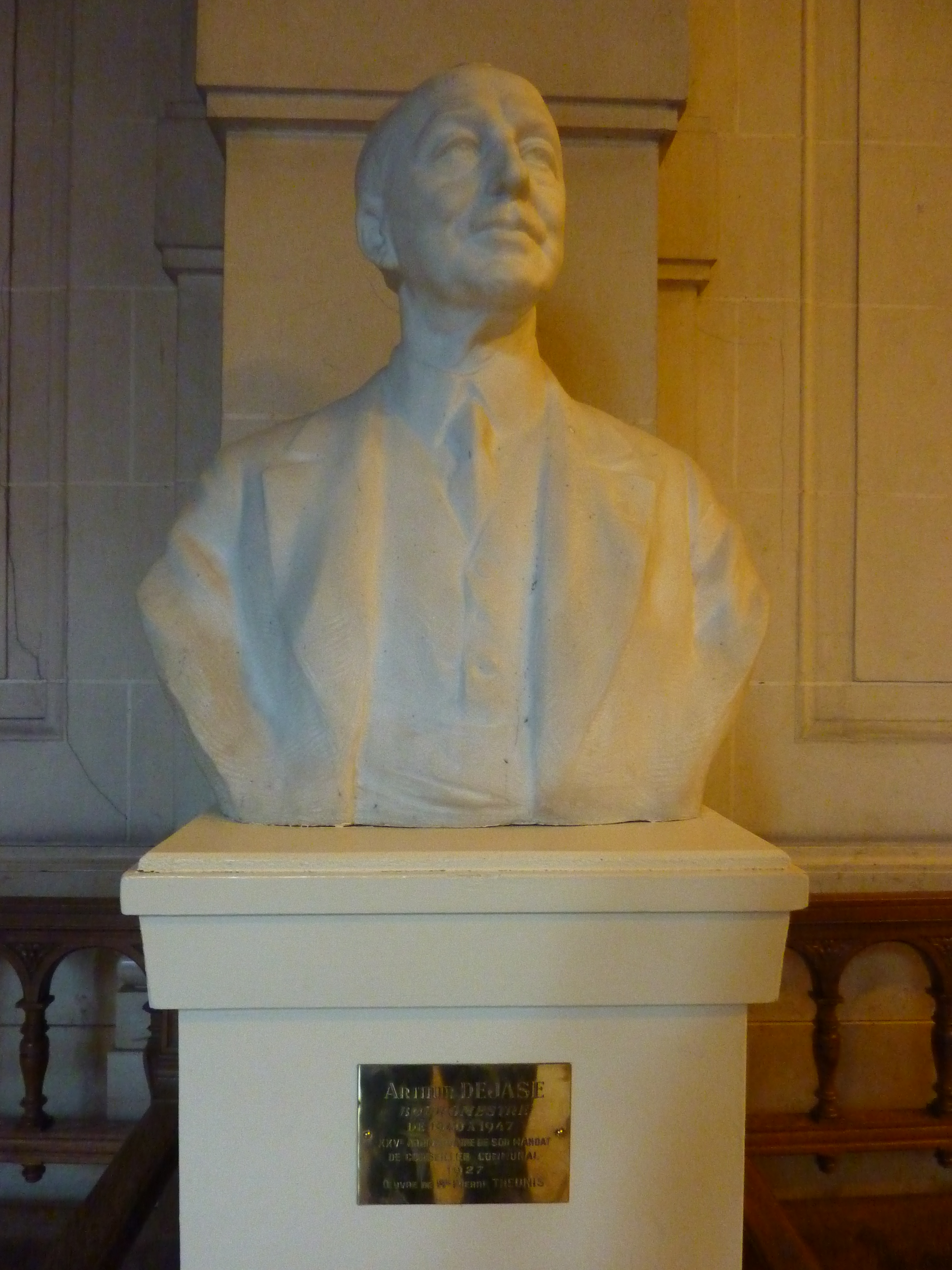
Arthur Dejase
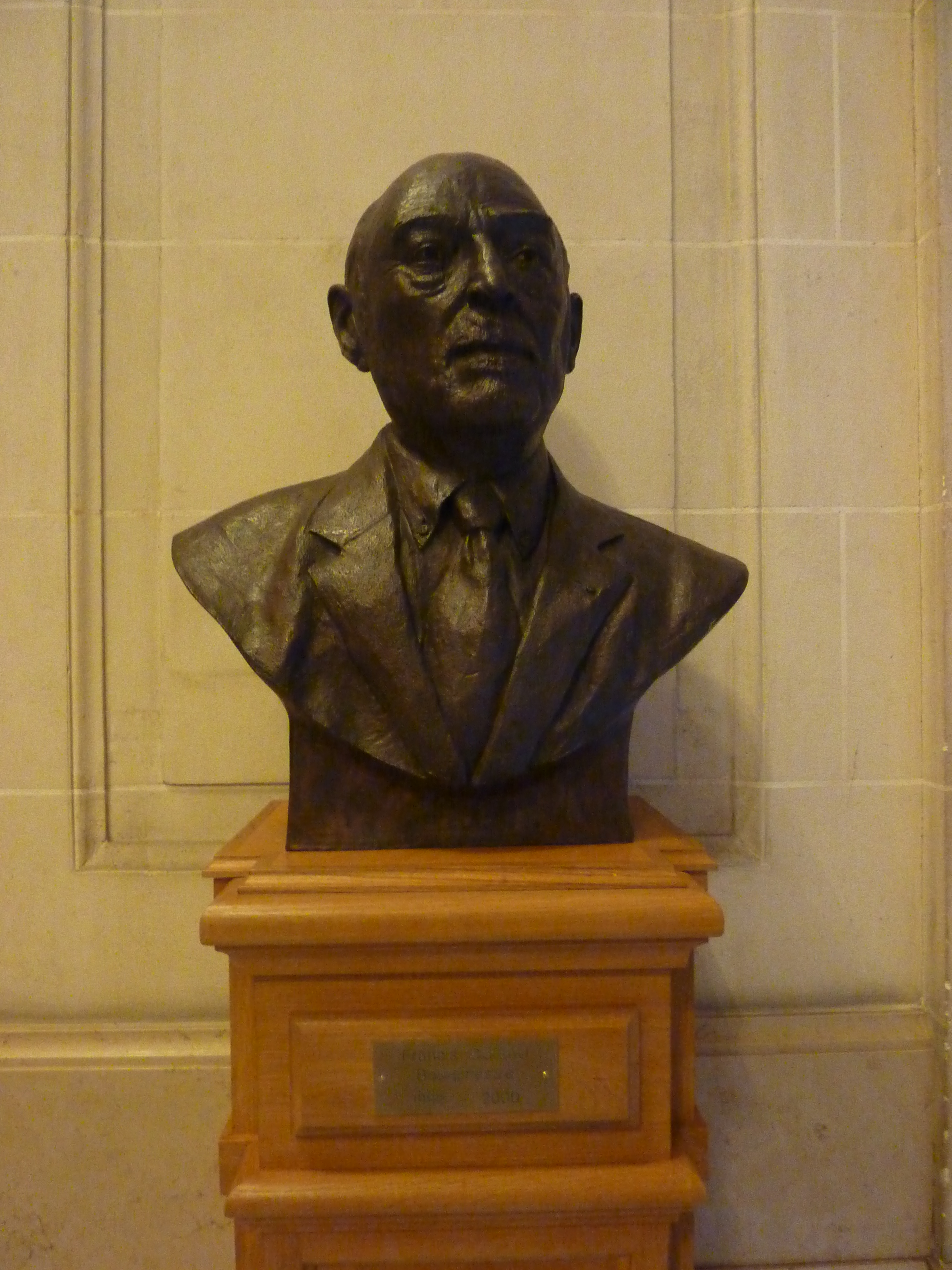
Francis Duriau